# Osvaldo Vieira
Osvaldo Máximo Vieira (1938, — Koundara, Guiné-Conacry, 31 de Março de 1974) foi um guineense, combatente do Partido Africano para a Independência da Guiné e Cabo Verde (PAIGC), e inspetor-geral das FARP.

## Biografia
Em janeiro de 1961 partiu, com destino à Academia Militar de Nanquim, na China, vindo depois a se tornar um dos principais comandantes da guerrilha na Guiné-Bissau.
Em 1964, voltou à China para novo treinamento militar, assumindo o controlo da Frente Norte aquando do seu retorno à Guiné-Bissau. Fixou a sua base operacional em Morés, nas florestas do Oio, que durante séculos haviam sido um notável centro de resistência contra o domínio português. Aqui, com o comissário político Francisco "Tchico Te" Mendes, e jovens comandantes de campo como António N'Bana e Inocêncio Kani, o assassino de Amílcar Cabral, Osvaldo lançou com sucesso uma série de operações contra as forças coloniais portuguesas em 1965 e 1966, expandindo consideravelmente as áreas libertadas do domínio colonial. Com a morte de Domingos Ramos em Novembro de 1966, Osvaldo Vieira assumiu o comando da Frente Leste, ajudado por Pedro Pires, sendo ambos membros do recém criado Concelho de Guerra, composto por oito membros, que incluíam Amílcar Cabral, Aristides Pereira, Luís Cabral, Francisco Mendes e João Bernardo Vieira.

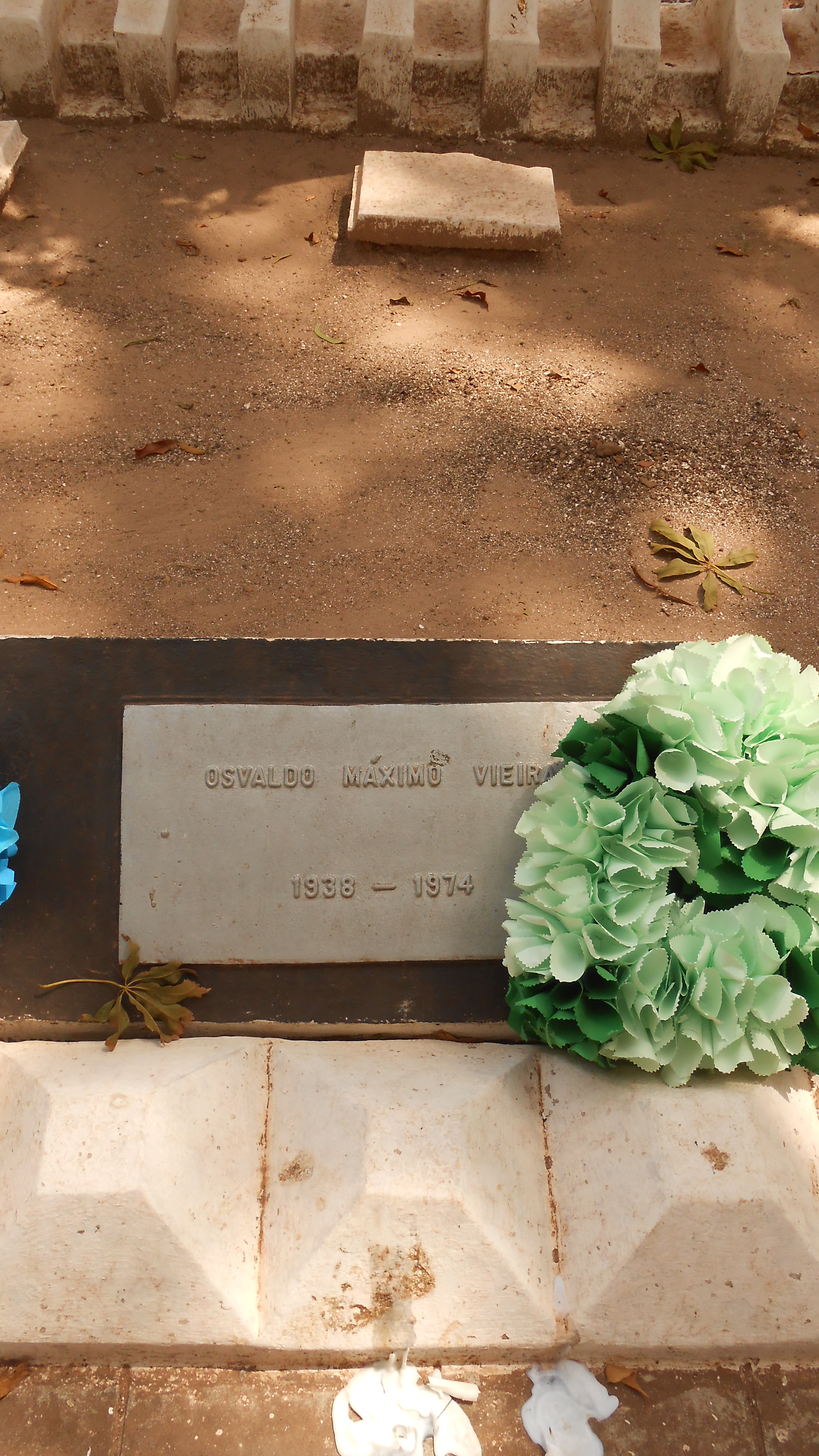
Sepultura de Osvaldo Vieira no Memorial aos Heróis da Pátria

Morreu a 31 de março de 1974 no hospital do PAIGC em Koundara, na Guiné-Conacry, aparentemente após uma intervenção cirúrgica relacionada a doença.
Encontra-se sepultado no Memorial aos Heróis da Pátria, na Fortaleza de São José da Amura, em Bissau.

## Legado
Osvaldo Vieira foi homenageado com a atribuição do seu nome ao aeroporto internacional de Bissau, em Bissalanca, hoje Aeroporto Internacional Osvaldo Vieira. Uma escola em Morés tem também o seu nome.
A Rua Osvaldo Lopes, em Bissau, presta homenagem à sua memória.